# Макабу, Илунга
Младший Мака́бу Илу́нга  (англ. Junior Makabu Ilunga), род. 8 ноября 1987, Кананга, Демократическая Республика Конго) — конголезский боксёр-профессионал, выступающий в первой тяжёлой весовой категории (англ. Cruiserweight, до 90,7 кг). Среди профессионалов бывший чемпион мира по версиям WBC (2020—2023) и WBF (2011—2012) в 1-м тяжёлом весе.

## Ранняя жизнь
Макабу родился в боксёрской семье, его отец был чемпионом ДРК и был известен под псевдонимом Макабу Форман. С 9-и лет Илунга стал заниматься боксом, и в середине 2000-х годов, узнав что в ЮАР процветает бокс, перебрался жить в Южную Африку.
В 2006 году основавшись в ЮАР, Илунга перешёл в боксёрскую команду под попечительство известного местного тренера, Ника Дюрандта. В ЮАР Илунга женился во второй раз (первая жена осталась в ДРК).
Младший брат — Мартин Баколе Илунга, профессиональный боксёр-тяжеловес

## Профессиональная карьера
Дебютный поединок на профессиональном ринге у Макабу состоялся 20 июня 2008 года, в котором он по неопытности проиграл досрочно южноафриканцу Хайени Хлунгване. Не зная английский язык и не разобрав знаки которые показывает рефери, Макабу не встал вовремя с нокдауна, и проиграл на 30-й секунде первого раунда. Первый неудачный бой заставил Илунгу работать над собой и изучать английский язык.
Последующие бои Макабу все выигрывал досрочно, выступая преимущественно в полутяжёлом и первом тяжёлом весе.
30 октября 2010 года нокаутировал известного южноафриканского боксёра, Дени Вентера. И, оставаясь в рамках первого тяжёлого веса, победил Вентера, который был на 10 кг тяжелее. Бой проходил в рамках супертяжёлой весовой категории.
19 ноября 2011 года в 11-м бою на профессиональном ринге, Макабу нокаутировал опытного бразильца Педро Отаса (23-1), и завоевал титул чемпиона мира по второстепенной организации WBF.
Нокаутировав в 2013 году двух непобеждённых боксёров и завоевав молодёжный титул чемпиона мира по версии IBF, малоизвестный за пределами Африки, Илунга Макабу, отправился в Монако на убой местному фавориту, небитому украинскому боксёру, Дмитрию Кучеру (21-0). Поединок опровергнул первоначальные прогнозы, и Макабу победил небитого фаворита и феноменально выиграл бой по очкам. Концовка поединка была сложной для африканского боксёра, у которого не было опыта 12-раундовых боёв, но это не помешало ему победить пусть и близким решением судей.
Макабу доказал что победа над Кучером была не случайной, и менее чем через два месяца в ЮАР, Илунга совершил ещё одну громкую победу — нокаутировал в 5-м раунде известного американского боксёра, Эрика Филдса (22-1).
В феврале 2014 года Макабу нокаутировал небитого возрастного нокаутёра, Рубена Анхеля Мино (20-0). Первоначально в качестве соперников рассматривались Нейтен Клеверли и Павел Колодзей, но поединки ни с одним из них организовать не получилось.
26 июня 2014 года Макабу победил нокаутом известного ямайского ветерана, Глена Джонсона. Это поражение стало вторым досрочным в карьере Джонсона, и первым за 14 лет.

### Претендентский бой с Табисо Мчуну
16 мая 2015 года состоялся поединок двух лучших африканских боксёров за звание обязательного претендента на титул чемпиона мира по версии WBC. Табисо Мчуну начал бой очень хорошо — много двигался, работал джебом, а в третьем раунде даже потряс Илунгу Макабу. После первых четырёх раундов Табисо лидировал на картах всех трех судей со счетом 40:36, 40:36 и 40:37. В дальнейшем Мчуну начал уставать, а Макабу, наоборот, только прибавил обороты. После восьми раундов на всех судейских картах ещё лидировал Мчуну, но разрыв по очкам сократился — 78:75, 77:75 и 77:76. Девятый и десятый раунды прошли при полном преимуществе Макабу и в одиннадцатом раунде Илунга Макабу закончил бой сильнейшим левым апперкотом — нокаут. Макабу победил Табисо Мчуну в зрелищном и конкурентном бою и завоевал статус обязательного претендента на мировой титул.

### Чемпионский бой-реванш с Табисо Мчуну
Мчуну контролировал дистанцию, проваливал соперника, наказывал в контратаках. Чемпион грязнил, как и в первом бою: бил по затылку, старался ударить ниже пояса и очень уж норовил «случайно» приложиться по претенденту после гонга, но тот был начеку и увернулся. В следующей трёхминутке ответил той же монетой и попал. Макабу пришлось максимально взвинтить плотность боя, чтобы доносить хоть что-то до юркого претендента. Мчуну выбрасывал намного меньше, но действовал значительно эффективнее чемпиона. Ещё к экватору нокаутёр выглядел уставшим. В 5-м раунде Мчуну потряс Макабу правым контрхуком, а потом ещё и отметился ударом после гонга. Чемпион принялся вносить поправки в свой бокс, начал работать из-за джеба. Мчуну в ответ навязал возню в инфайтинге, а там уверенно перебивал Макабу. Временами претендент всё же действовал слишком пассивно. Мчуну был намного эффективнее, а его удары были значительно точнее и чище. В финальной трети поединка чемпион замедлился, поддерживать былую плотность схватки ему уже не удавалось. В ответ Мчуну временами теснил соперника, а контрить Макабу уже не составляло никакого труда. Вердикт судей: 116-112 и 115-113 — в ползу Макабу, 113-115 — Мчуну.

### Чемпионский бой с Ноэлем Гевором Микаеляном
4 ноября 2023 года в Майами (Флорида) в главном поединке вечера организованного Доном Кингом за вакантный титул чемпиона мира по версии WBC в крузервейте (до 90,7 кг) проиграл Ноэлю Гевору Микаэляну (27-2, 12 КО). Бой начался не спеша, бойцы присматривались друг к другу стараясь не торопить события. Во 2-м раунде африканец пропустил пару чистых ударов и оказался в нокдауне и еле выжил до конца раунда. В начале следующего, 3-го раунда, пропустив правый боковой оказался в нокдауне, и рефери решил остановить поединок ввиду сильного потрясения Макабу.

## Статистика профессиональных боёв
В таблице перечислены результаты всех поединков боксёров.
В каждой строке указан результат поединка. Дополнительно номер поединка обозначен цветом, который обозначает итог поединка. Расшифровка обозначений и цветов представлена в нижеследующей таблице.
| Пример | Расшифровка                     |
| ------ | ------------------------------- |
|        | Победа                          |
|        | Ничья                           |
|        | Поражение                       |
|        | Планируемый поединок            |
|        | Поединок признан несостоявшимся |
| КО     | Нокаут                          |
| ТКО    | Технический нокаут              |
| PTS    | Решение судей (по очкам)        |
| UD     | Единогласное решение судей      |
| MD     | Решение большинства судей       |
| SD     | Раздельное решение судей        |
| RTD    | Отказ от продолжения боя        |
| DQ     | Дисквалификация                 |
| NC     | Поединок признан несостоявшимся |

| 33 поединка, 29 побед (25 нокаутом), 4 поражения. | 33 поединка, 29 побед (25 нокаутом), 4 поражения. | 33 поединка, 29 побед (25 нокаутом), 4 поражения. | 33 поединка, 29 побед (25 нокаутом), 4 поражения. | 33 поединка, 29 побед (25 нокаутом), 4 поражения. | 33 поединка, 29 побед (25 нокаутом), 4 поражения. | 33 поединка, 29 побед (25 нокаутом), 4 поражения.                                                                       |
| Бой                                               | Рекорд                                            | Дата боя                                          | Соперник                                          | Место проведения боя                              | Результат                                         | Дополнительно |
| ------------------------------------------------- | ------------------------------------------------- | ------------------------------------------------- | ------------------------------------------------- | ------------------------------------------------- | ------------------------------------------------- | --- |
| 33                                                | 29-4                                              | 4 ноября 2023                                     | Ноэль Микаелян (26-2)                             | Casino Miami, Майами, Флорида, США                | TKO 3 (12), 1:00                                  | |
| 32                                                | 29-3                                              | 26 февраля 2023                                   | Баду Джек (27-3-3)                                | Diriyah Arena, Эд-Диръия, Саудовская Аравия       | TKO 12 (12), 0:54                                 | Потерял титул чемпиона мира по версии WBC (3-я защита Макабу) в 1-м тяжёлом весе.                                       |
| 31                                                | 29-2                                              | 29 января 2022                                    | Табисо Мчуну (2) (23-5)                           | Packard Music Hall, Уоррен, Огайо, США            | SD 12                                             | Счёт: 116-112, 115-113, 113-115. Защитил титул чемпиона мира по версии WBC (2-я защита Макабу) в 1-м тяжёлом весе.      |
| 30                                                | 28-2                                              | 19 декабря 2020                                   | Оланреваджу Дуродола (34-7)                       | Temporary Arena, Киншаса, ДР Конго                | TKO 7 (12)                                        | Защитил титул чемпиона мира по версии WBC (1-я защита Макабу) в 1-м тяжёлом весе.                                       |
| 29                                                | 27-2                                              | 31 января 2020                                    | Михал Цесляк (19-0)                               | Temporary Arena, Киншаса, ДР Конго                | UD 12                                             | Завоевал вакантный титул чемпиона мира по версии WBC в 1-м тяжёлом весе. Счёт: 116-111, 115-111, 114-112.               |
| 28                                                | 26-2                                              | 24 августа 2019                                   | Алексей Папин (11-0)                              | ДС Трактор, Челябинск, Россия                     | MD 12                                             | Защитил титул чемпиона по версии WBC Silver (1-я защита Макабу) в 1-м тяжёлом весе. Счёт: 114-114, 115-113 (дважды).    |
| 27                                                | 25-2                                              | 16 июня 2019                                      | Дмитрий Кудряшов (23-2)                           | Екатеринбург, Свердловская область, Россия        | TKO 5 (12), 2:36                                  | Завоевал вакантный титул чемпиона по версии WBC Silver в 1-м тяжёлом весе. Кудряшов в нокдауне во 2-м раунде.           |
| 26                                                | 24-2                                              | 8 декабря 2018                                    | Георгий Тевдорашвили (10-28-4)                    | Ойскирхен, Северный Рейн-Вестфалия, Германия      | KO 2 (10), 1:55                                   | |
| 25                                                | 23-2                                              | 26 октября 2018                                   | Паата Адуашвили (7-23-3)                          | Шампань-о-Мон-д'Ор, Рона, Франция                 | KO 2 (8)                                          | |
| 24                                                | 22-2                                              | 25 августа 2018                                   | Тейлор Мабика (19-2-1)                            | Grand Hôtel de Kinshasa, Киншаса, ДР Конго        | RTD 4 (12), 3:00                                  | |
| 23                                                | 21-2                                              | 25 августа 2017                                   | Мусса Ажибу (28-9-5)                              | Хараре, Зимбабве                                  | KO 4 (8)                                          | |
| 22                                                | 20-2                                              | 28 апреля 2017                                    | Чамунорва Гоноренда (7-11)                        | Бракпан, Экурхулени, ЮАР                          | KO 5 (10)                                         | |
| 21                                                | 19-2                                              | 29 мая 2016                                       | Тони Белью (26-2-1)                               | Ливерпуль, Англия, Великобритания                 | ТКО 3 (12), 1:20                                  | Бой за вакантный титул чемпиона мира по версии WBC в 1-м тяжёлом весе.                                                  |
| 20                                                | 19-1                                              | 16 мая 2015                                       | Табисо Мчуну (16-1)                               | Дурбан, Квазулу-Натал, ЮАР                        | KO 11 (12), 1:56                                  | Завоевал звание обязательного претендента на титул чемпиона мира по версии WBC в 1-м тяжёлом весе. 95-96, 95-95, 94-97. |
| 19                                                | 18-1                                              | 5 декабря 2014                                    | Тамаш Байзат (10-12-1)                            | Дифферданж, Люксембург}                           | TKO 3 (10), 2:15                                  | 30-26, 30-25, 30-24. |
| 18                                                | 17-1                                              | 28 июня 2014                                      | Глен Джонсон (54-18-2)                            | Киншаса, ДР Конго                                 | TKO 9 (12), 2:40                                  | Завоевал вакантный титул чемпиона по версии WBC International в 1-м тяжёлом весе.                                       |
| 17                                                | 16-1                                              | 1 февраля 2014                                    | Рубен Анхель Мино (20-0)                          | Монте-Карло, Монако                               | KO 2 (10), 1:53                                   | |
| 16                                                | 15-1                                              | 31 августа 2013                                   | Эрик Филдс (22-1)                                 | Кемптон-Парк, Гаутенг, ЮАР                        | KO 5 (12), 1:59                                   | Защитил титул чемпиона по версии WBC Silver в 1-м тяжёлом весе.                                                         |
| 15                                                | 14-1                                              | 13 июля 2013                                      | Дмитрий Кучер (21-0)                              | Монте-Карло, Монако                               | MD 12                                             | Завоевал вакантный титул чемпиона по версии WBC Silver в 1-м тяжёлом весе. 115-113, 114-114, 115-114.                   |
| 14                                                | 13-1                                              | 30 марта 2013                                     | Тамаш Лоди (9-0-1)                                | Монте-Карло, Монако                               | TKO 3 (10), 1:29                                  | 20-18, 20-18, 20-18. |
| 13                                                | 12-1                                              | 16 февраля 2013                                   | Гогита Горгиладзе (4-0)                           | Кемптон-Парк, Гаутенг, ЮАР                        | TKO 4 (10), 1:49                                  | Завоевал вакантный титул чемпиона по версии IBF Youth в 1-м тяжёлом весе.                                               |
| 12                                                | 11-1                                              | 24 марта 2012                                     | Майкл Гбенга (14-5)                               | Бракпан, Экурхулени, ЮАР                          | TKO 5 (8), 2:53                                   | |
| 11                                                | 10-1                                              | 19 ноября 2011                                    | Педро Отас (23-1)                                 | Йоханнесбург, ЮАР                                 | TKO 11 (12), 2:54                                 | Завоевал вакантный титул чемпиона по версии WBF в 1-м тяжёлом весе. 110-90, 110-90, 110-90.                             |
| 10                                                | 9-1                                               | 11 июня 2011                                      | Коллис Мутизва (2-8-2)                            | Бракпан, Экурхулени, ЮАР                          | KO 1 (6)                                          | |
| 9                                                 | 8-1                                               | 26 марта 2011                                     | Нситу Мбайя (1-1)                                 | Йоханнесбург, ЮАР                                 | KO 1 (6)                                          | |
| 8                                                 | 7-1                                               | 30 октября 2010                                   | Дени Вентер (10-3)                                | Йоханнесбург, ЮАР                                 | TKO 6 (6)                                         | |
| 7                                                 | 6-1                                               | 27 марта 2010                                     | Элвис Мойо (0-1)                                  | Хамманскраал, Гаутенг, ЮАР                        | TKO 2 (6)                                         | |
| 6                                                 | 5-1                                               | 7 марта 2010                                      | Бен Моакамела (3-4)                               | Йоханнесбург, ЮАР                                 | TKO 2 (6)                                         | |
| 5                                                 | 4-1                                               | 26 февраля 2010                                   | Чамунорва Гоноренда (5-6)                         | Йоханнесбург, ЮАР                                 | KO 2 (6)                                          | |
| 4                                                 | 3-1                                               | 3 марта 2009                                      | Шон Сантана (6-3)                                 | Ленасия, Гаутенг, ЮАР                             | TKO 3 (6)                                         | |
| 3                                                 | 2-1                                               | 18 октября 2008                                   | Николас Рамантсвана (1-3)                         | Йоханнесбург, ЮАР                                 | TKO 1 (4)                                         | |
| 2                                                 | 1-1                                               | 13 сентября 2008                                  | Элвис Мойо (дебют)                                | Кемптон-Парк, Гаутенг, ЮАР                        | TKO 1 (4)                                         | |
| 1                                                 | 0-1                                               | 20 июня 2008                                      | Хайени Хлунгване (дебют)                          | Хамманскраал, Гаутенг, ЮАР                        | TKO 1 (4), 0:29                                   | |
| Бой                                               | Рекорд                                            | Дата боя                                          | Соперник                                          | Место проведения боя                              | Результат                                         | Дополнительно |

## Спортивные достижения

#### Профессиональные мировые титулы
- 2011—2012.  Чемпион мира по версии WBF в 1-м тяжелом весе
- 2020—н.в..  Чемпион мира по версии WBC в 1-м тяжелом весе